# Ганс Рольфес
Ганс Йоахім Рольфес (Hans Joachim Rolfes; 18 квітня 1894, Порт-Елізабет, Британська імперія — 12 серпня 1935, Берлін, Третій Рейх) — німецький льотчик-ас, лейтенант Імперської армії (24 грудня 1914).

## Біографія
Син німецького консула. Розпочав навчання у школі в Порт-Елізабет, а завершив навчання у Лондоні. Він поїхав до Німеччини у 1912 році і вступив до 14-го драгунського полку, з яким і пішов на фронт Першої світової війни у 1914 році. 31 серпня 1915 року був тяжко поранений.
Рольфес вирішив вступити до авіації та вчився літати в Йоганністалі. Після закінчення курсу був направлений у 2-й запасний льотний дивізіон, де навчався на пілота Fokker. 5 жовтня 1915 року отримав призначення в 2-гу бомбардувальну ескадрилью, літав у її складі в 10-ї, 11-ї та 12-ї ескадрилій. Німецький льотчик здобув одну непідтверджену перемогу, збивши Voisin, перед тим як перейти 20 лютого 1917 року з 11-ї бомбардувальної в 32-гу винищувальну ескадрилью, де збив 1 літак. 17 грудня 1917 року Рольфес був відряджений до Альтенберга для формування 45-ї винищувальної ескадрильї і залишався її командиром до кінця війни. Навіть отримавши 21 серпня 1918 року легке поранення, командир не залишив свою ескадрилью. З 29 вересня 1918 року одночасно командував винищувальною групою «Схід» (9-та, 21-ша, 45-та та 66-та винищувальні ескадрильї).
Всього за час бойових дій здобув 17 перемог, ще 2 залишились непідтвердженими.
Загинув в авіакатастрофі.

## Нагороди
- Залізний хрест 2-го і 1-го класу
- Королівський орден дому Гогенцоллернів, лицарський хрест з мечами